# Johanna Dohnal
Johanna Dohnal, est une personnalité politique autrichienne née le 14 février 1939 et morte le 20 février 2010.

## Biographie

### Carrière
Johanna Dohnal est une personnalité politique autrichienne. Elle a été la première ministre à la Condition féminine en Autriche,. 

### Vie privée
Johanna Dohnal est née à Vienne le 14 février 1939 d'une mère célibataire. 
Le 22 janvier 2010, elle s'unit avec sa partenaire de longue date, Annemarie Aufreiter, par un partenariat civil.
Elle décède le 20 février 2010 à son domicile à Grabern, en Basse-Autriche. Elle est commémorée dans un Ehrengrab ou « tombe honoraire » au cimetière central de Vienne. 

## Postérité
La place Johanna-Dohnal à Vienne a été nommée en son honneur en 2012.

## Publications
- (de) Johanna Dohnal : ein politisches Lesebuch, Mandelbaum-Verlag, 2013, 294 p. (ISBN 978-3-85476-407-6, lire en ligne)

## Sources bibliographiques
- (de) Susanne Feigl, Was gehen mich seine Knöpfe an? : Johanna Dohnal, eine Biografie, Ueberreuter, 2002, 224 p. (ISBN 978-3-8000-3878-7, lire en ligne)
- (de) Johanna Dohnal - Innensichten österreichischer Frauenpolitiken: Innsbrucker Vorlesungen, Erika Thurner, coll. « Tiroler Studien zu Geschichte und Politik », 2008 (ISBN 9783706546362, lire en ligne)